# كريغ رينولدز (مهندس)
كريغ رينولدز (بالإنجليزية: Craig Reynolds)‏ (و. 1953  م) هو مهندس، وعالم حاسوب أمريكي، ولد في شيكاغو.

## وصلات خارجية
- كريغ رينولدز على موقع IMDb (الإنجليزية)

- كريغ رينولدز في قاعدة بيانات الأفلام على الإنترنت